# 549년

## 연호
- 남량(南梁) 태청(太淸) 3년
- 동위(東魏) 무정(武定) 7년
- 서위(西魏) 대통(大統) 15년
- 신라(新羅) 건원(建元) 14년

## 기년
- 남량(南梁) 무제(武帝) 48년
- 동위(東魏) 효정제(孝靜帝) 16년
- 서위(西魏) 경문제(景文帝) 15년
- 신라(新羅) 진흥왕(眞興王) 10년
- 고구려(高句麗) 양원왕(陽原王) 5년
- 백제(百濟) 성왕(聖王) 27년

## 사건
- 양나라 사신 심호(沈湖)가 부처의 사리 몇 과를 신라로 가져오다.
- 토틸라가 이끄는 동고트족 군대가 로마를 세 번째 점령하다.

## 탄생
- 신라의 여인 미실